# David Cobb (Politiker, 1962)

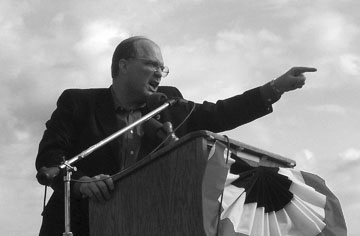
David Cobb

David Keith Cobb (* 24. Dezember 1962 in San Leon, Galveston County, Texas) ist ein US-amerikanischer Rechtsanwalt und Politiker. Er war der Präsidentschaftskandidat der Green Party für die Präsidentschaftswahlen 2004.

## Werdegang
Nachdem er auf einem Fischfangkutter im Golf von Mexiko, als Bauarbeiter und als Kellner gearbeitet hatte, studierte er bis 1993 Rechtswissenschaften an der University of Houston Law School. Danach arbeitete er mehrere Jahre als Rechtsanwalt in Houston.
In den 1980er Jahren engagierte er sich bei den Präsidentschaftskampagnen der Demokratischen Partei für Jesse Jackson und Jerry Brown. Als Ergebnis dieses Engagements war er von den Demokraten desillusioniert und lehnte es ab, sich noch einmal für sie zu engagieren. Stattdessen wandter er sich Themen wie mehr Demokratie zu und trat bei Lesungen, Seminaren und Workshops überall in den USA mit verschiedenen Bürgergruppen auf. Dabei vertrat er die Ansicht, dass Gesellschaften und große Firmen zu ungewählten Regierungsinstitutionen geworden seien und dass als Antwort eine gewaltlose demokratische Revolution nötig sei.
2000 bat der grüne Präsidentschaftskandidat Ralph Nader Cobb, seine Wahl-Kampagne in Texas zu organisieren. Cobb schloss dafür sogar seine Anwaltskanzlei. Die Kampagne verlief ziemlich erfolgreich und Cobb wurde Generalsekretär der US-amerikanischen Grünen. 2002 kandidierte Cobb mit Unterstützung der Grünen als Justizminister (Attorney General) in Texas. Obwohl er damit nicht erfolgreich war, wuchs die Green Party of Texas während seiner Kampagne stark an.

## Präsidentschaftswahlen 2004
2003 wurde David Cobb als möglicher Präsidentschaftskandidat der Green Party vorgeschlagen, was Cobb – verbunden mit einem unbefristeten Niederlegen seines Generalsekretärspostens – akzeptierte. Mit der Ankündigung Ralph Naders im späten Dezember 2004, er werde nicht als Bewerber der Grünen kandidieren, wurde Cobb als potenzieller Spitzenkandidat angesehen. Am 13. Januar 2004 gewann David Cobb die ersten grünen Vorwahlen des Landes, die des District of Columbia, bei der er die lokale Aktivistin Sheila Bilyeu schlug. Nader kündigte währenddessen eine unabhängige Kandidatur an und strebte eher nach einer Unterstützung der Grünen als nach einer Nominierung für sie. Kurz vor dem Nominierungsparteitag der Grünen in Milwaukee im Juni 2004 gab Nader die Wahl Peter Camejos als sein Vizepräsidenten-Kandidaten bekannt, seinerseits ein bekanntes Mitglied der Grünen. Auf dem Parteitag schließlich wurden Cobb und Pat LaMarche als Vizepräsidenten-Kandidat gewählt.
Cobb betonte seinen Willen, eine Kampagne zu führen, die durch die Verfolgung einer „strategic states“- oder „smart states“-Strategie den weiteren Aufbau der Green Party vorantreiben sollte, d. h. möglichst den Wünschen der einzelnen Regionalverbände Rechnung tragen sollte. Darüber hinaus wollte er seine Kampagne auf sogenannte „Safe States“ konzentrieren, in denen entweder Demokraten oder Republikaner einen relativ großen Vorsprung in den Vorhersagen hatten. Diese konzentrierten ihre Kampagne wiederum auf die unentschlossenen „Swing States“.
Während einige Grüne ihre Wähler aufforderten, für den demokratischen Kandidaten John Kerry zu stimmen um eine Wiederwahl von George W. Bush zu verhindern, riefen andere Grünen-Unterstützer die Wähler auf, für Cobb und LaMarche zu stimmen. Die beiden Kandidaten selbst benutzten den Spruch „Vote your conscience“ (etwa: „Wähle dein Gewissen“) und traten sowohl in „Swing States“ wie Wisconsin als auch in „Safe States“ wie Kalifornien auf.
Am 8. Oktober 2004 wurde Cobb wegen eines, wie er es nannte „Akt des zivilen Ungehorsams“, verhaftet. Er und einige Sympathisanten durchbrachen eine Reihe von Polizisten, während sie gegen Cobbs Ausschluss von den Präsidentendebatten in St. Louis, Missouri protestierten. Bei der Wahl im November 2004 bekam Cobb landesweit 118 000 Stimmen.
Nach der Wahl strebte Cobb zusammen mit Michael Badnarik, dem Kandidaten der Libertarian Party, eine Neuauszählung der Stimmen in Ohio an, obwohl keiner der beiden Kandidaten den Sieg beanspruchte und Cobb nicht einmal auf den Wahlzetteln in Ohio stand. Beide begründeten ihre Forderung damit, dass es ihnen um das Prinzip ging und sie sichergehen wollten, dass auch alle Stimmen korrekt gezählt wurden. Sie verwiesen dazu auf vereinzelte Unregelmäßigkeiten. Am 6. Oktober stellte der Secretary of State von Ohio, Ken Blackwell, fest, dass George W. Bush mit 119 000 Stimmen Vorsprung vor John Kerry gewonnen hatte. Das war ein bedeutend niedrigerer Vorsprung als vorhergehende Zählungen ergeben hatten.
David Cobb ist zurzeit Mitarbeiter der Liberty Tree Foundation for the Democratic Revolution und arbeitet dazu als Organisator der Democracy Unlimited of Humboldt County-Vereinigung.